# Borbély Szilárd
Borbély Szilárd József (Fehérgyarmat, 1963. november 1. – Debrecen, 2014. február 19.) József Attila-díjas magyar költő, író, irodalomtörténész, egyetemi oktató, az irodalomtudományok kandidátusa (1998).

## Életpályája
1988-tól a József Attila Kör tagja volt. 1989-ben kapott diplomát a Kossuth Lajos Tudományegyetemen. 1989–2004 között a Magyar Írószövetség tagja volt. 1989–1992 között tanársegéd volt. 1989–1999 között, valamint 2010-től a Studia Litteraria szerkesztőségi tagjaként dolgozott. 1992–1995 között a Kossuth Lajos Tudományegyetemen a régi magyar irodalomtörténeti tanszéken aspiránsként dolgozott. 1995–1998 között adjunktus volt. 1998-tól docensként tevékenykedett. 2001-től a Magyar Tudományos Akadémia Elektronikus Textológiai Bizottságának tagja volt. 2005-től a Szépírók Társaságának tagja volt. 2006–2009 között az Alföld folyóirat szerkesztőségi tagja volt. 2008-tól a MAOE tagja volt.

## Művei
- 1988 – Adatok (versek) (ISBN 963-471-539-7, (a katalógusokban formailag hibás ISBN-nel szerepel) ISBN 9634715399)
- 1992 – A bábu arca. Vázlatkönyv, 1987. 11.–1991. 04; Széphalom Könyvműhely, Bp., 1992 (ISBN 9637488650)
- 1993 – Hosszú nap el. Drámai jambusok (versek) (ISBN 9637770496)
- 1995 – A Vanitatum vanitas szövegvilága (tanulmánykötet, ISBN 963851454X)
- 1995 – Mint. minden. alkalom (versek) (ISBN 9635060335)
- 1999 – Ami helyet (versek) (ISBN 9636761876)
- 2002 – A Gólem (zsidóoperett, Almási Tóth Andrással és Vajda Gergővel)
- 2002 – Az ólomkatona története (gyermekopera, Hans Christian Andersen meséje nyomán Weber Kristóf zenéjével)
- 2003 – Berlin – Hamlet (versek) (ISBN 9636763178)
- 2004 – Halotti pompa. Szekvenciák (ISBN 8071496251)[3]
- 2005 – Míg alszik szívünk Jézuskája – Betlehemes misztérium (ISBN 8071497630)
- 2006 – Árkádiában. Történetek az irodalom történetéből (ISBN 9632602161)
- 2006 – Halotti pompa. Szekvenciák (2. kiadás, ISBN 8071498424)
- 2007 – Fény a magasból (ISBN 9789737605542)
- 2008 – Egy gyilkosság mellékszálai (ISBN 963-7964-94-0, (a katalógusokban formailag hibás ISBN-nel szerepel) ISBN 9637964947)
- 2008 – Az árnyképrajzoló. Körülírások (ISBN 9788081010545)
- 2010 – A testhez. Ódák és legendák (ISBN 9788081013317)
- 2011 – Szemünk előtt vonulnak el (ISBN 9789632741017)
- 2012 – Hungarikum-e a líra? (esszék, kritikák) (ISBN 9639781320)
- 2013 – Nincstelenek – Már elment a Mesijás? (ISBN 9788081017063)
- 2014 – Halotti pompa. Szekvenciák (3. kiadás, ISBN 9788081018022)
- 2021 – Kafka fia. Regény; szerk. Nagy Boglárka, utószó Forgách András; Jelenkor, Bp. (ISBN 9789635181131)
- 2022 – Bukolikatájban. Idÿllek; Jelenkor, Bp. (ISBN 9789635181803)

### Idegen nyelven
- Koeto (v)mesto da [Ami helyet]; bolgárra ford. Nikolaj P. Bojkov; Sonm, Szófia, 2002
- Pompa funebris. Sekvence [Halotti pompa]; csehre ford. Lucie Szymanowská; Opus, Zblov, 2006 (Opus)
- Borbély Szilárd–Michael Dornhauser: Gedichte zweisprachig – Versek két nyelven; Kortina, Wien–Bp., 2009 + CD
- Die Mittellosen. Ist der Messias schon weg? Roman [Nincstelenek]; németre ford. Heike Flemming, Lacy Kornitzer; Suhrkamp, Berlin, 2014 (Suhrkamp Taschenbuch)
- La miséricorde des coeurs (Nincstelenek. Már elment a Mesijás?); ford. franciára Agnès Járfás; Bourgois, Paris, 2015
- I senza terra; olaszra ford. M. R. Sciglitano; Marsilio, Venezia, 2016
- Nemajetní. Mesyjáš už je pryč [Nincstelenek]; Odeon, Praha, 2016
- Nevoljnici. Zar je Mesija već otišao? Roman [Nincstelenek]; horvátra ford. Xenia Detoni; OceanMore, Zagreb, 2016
- Wykorzenieni [Nincstelenek]; lengyelre ford. Karolina Wilamowska; Wydawnictwo Uniwersytetu Jagiellońskiego, Kraków, 2016

## Díjai
- 1989 – Juhász Gyula-díj
- 1989 – IRAT-nívódíj
- 1993 – Móricz Zsigmond-ösztöndíj
- 1993 – Debrecen Kultúrájáért
- 1993, 1996 – Soros-ösztöndíj
- 1995 – Alföld-díj
- 1996, 2003 – Eötvös-ösztöndíj
- 1996 – Déry Tibor-díj
- 1997–1998 – Örkény-ösztöndíj
- 1998 – Vilmos-díj
- 1998 – Szép Ernő-jutalom
- 1999 – Debrecen Város Csokonai-díja
- 1999 – Bolyai kutatási ösztöndíj
- 2000 – Zelk Zoltán-díj
- 2001 – Barta János-díj
- 2002 – József Attila-díj
- 2002–2005 – Széchenyi István ösztöndíj
- 2003 – Vackor-díj
- 2004 – Füst Milán-díj
- 2005 – Palládium díj
- 2006, 2011 – Artisjus-díj
- 2008 – Szépíró-díj
- 2010 – NKA alkotói ösztöndíj
- 2012 – Magyarország Babérkoszorúja díj
- 2013 – Litera-díj
- 2014 – Mészöly Miklós-díj